# Écharpe (vêtement)

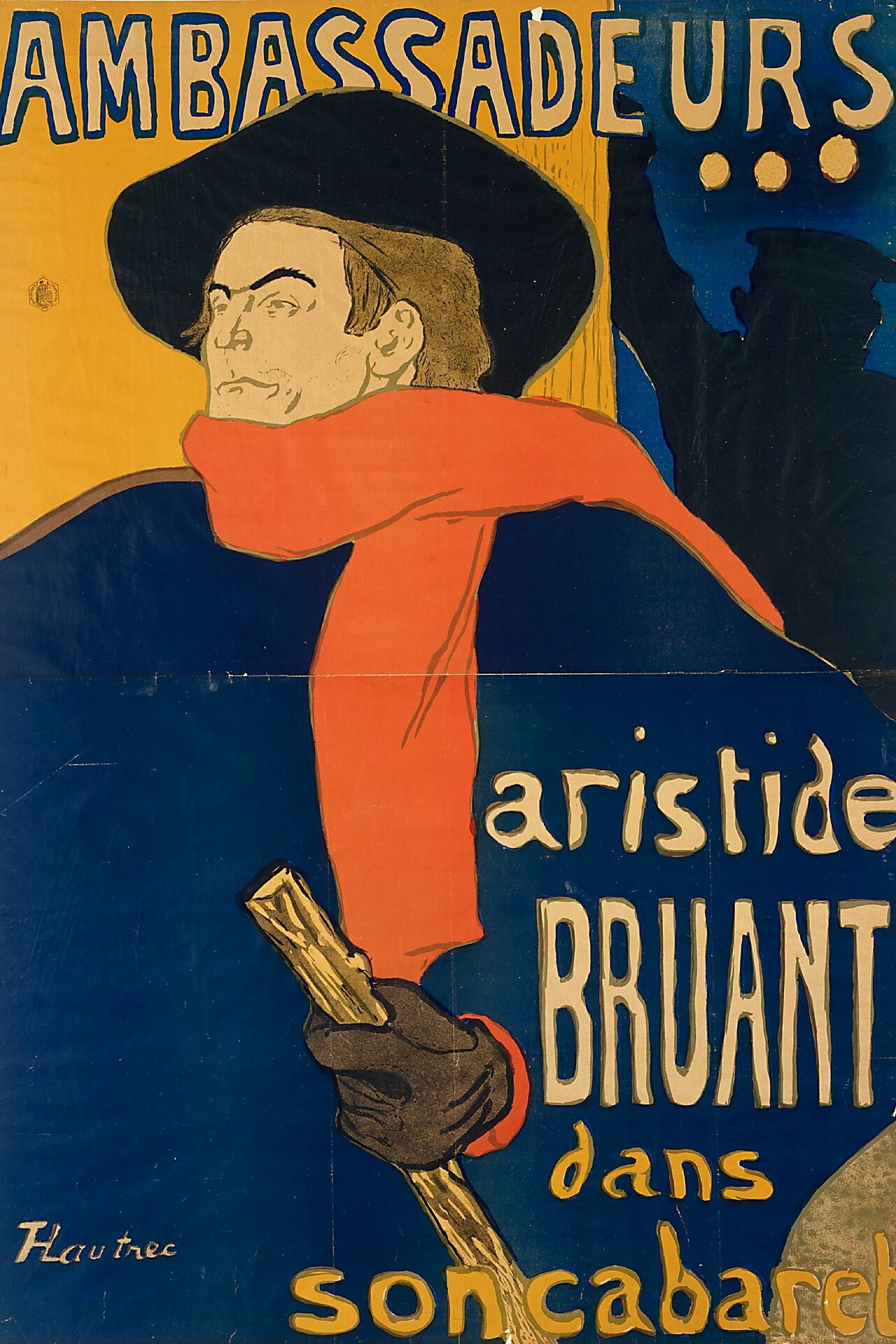
Affiche de Toulouse-Lautrec montrant une écharpe.

Pour les articles homonymes, voir écharpe.
L'écharpe ou le foulard (au Québec) est un vêtement qui, hormis sa fonction esthétique, est destiné à protéger le cou contre les intempéries, essentiellement le froid et le vent.
L'écharpe se présente en général comme un rectangle allongé de tissu (mousseline, soie) ou de laine que l'on enroule autour du cou ou on jette sur les épaules ; elle fait naturellement des plis.
Elle se distingue du foulard et de la cravate par sa forme et sa taille.
Le cache-col est une petite écharpe portée autour du cou. Depuis 2009, le snood, un tour de cou en forme de tube, a fait son apparition dans les collections de mode.

## Histoire
Servant autrefois de musette ou de mouchoir, elle devient une marque de distinction et de commandement militaire sous Louvois : les soldats du roi Louis XIV en portent une blanche, ceux du prince de Condé isabelle, ceux de Mazarin verte. Il rentre ensuite dans le costume civil, devenant notamment un accessoire de mode des Élégants sous Louis XIV.
De nos jours, l’écharpe est un simple accessoire ayant un but esthétique et pratique permettant de protéger le cou de celui qui la porte. C’est généralement un accessoire d’hiver.

## Utilisation

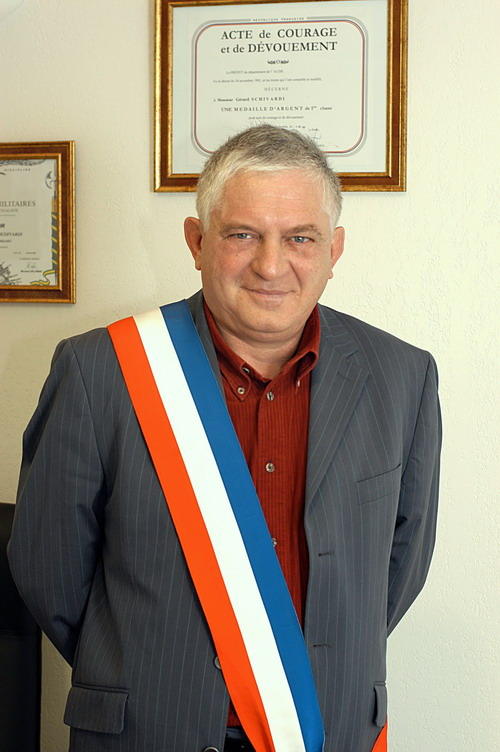
L'écharpe tricolore de maire.

En France, le maire porte lors des cérémonies l'écharpe tricolore avec glands et franges d'or (franges d'argent pour les adjoints). Avant 1830, elle se porte à la ceinture. Depuis, elle se porte soit en ceinture, soit de l'épaule droite au côté gauche. Un décret précise l'ordre dans lequel doivent être portées les couleurs .